# Христо Панайотов (андарт)
Христо Панайотов, известен като Малечкио (на гръцки: Χρήστος Παναγιωτίδης, Μαλέτσ(ι)κος, Христос Панайотидис Малецкос), e гъркоманин, деец на гръцка андартска чета в Македония.

## Биография
Христос Панайотидис е роден в леринското село Сребрено (Сребрени), днес Аспрогия, Гърция. Заедно с Григор Войнов става хайдутин в четата на съселянина им Вангел Георгиев. Спечелен е за гръцката кауза в Македония и сътрудничи на Павлос Мелас. Участва в сражението в Статица, в което загива Мелас. На 17 април 1927 година пише писмо до солунския вестник „Тахидромос“, в което твърди, че не турците са убили Мелас.